# Frederick megye (Virginia)
Frederick megye az Amerikai Egyesült Államokban, azon belül Virginia államban található. Megyeszékhelye Winchester, legnagyobb városa Stephens City. Lakosainak száma 91 419 fő (2020. április 1.). Frederick megye Morgan, Clarke, Shenandoah, Warren, Hardy, Hampshire, Berkeley, Winchester és Jefferson megyékkel határos.

## Népesség
A megye népességének változása:
| Lakosok száma | 78 538 | 79 637 | 80 296 | 81 319 | 83 199 | 91 419 |
|               | 2010   | 2011   | 2012   | 2013   | 2015   | 2020   |